# В добре и в зле
«В добре и в зле» (пол. Na dobre i na złe) — польский телевизионный сериал в жанре медицинской драмы, повествующий о врачах клиники Leśna Góra. Транслируется на канале TVP2 с 1999 года. Является третьим сериалом по длительности в истории польского телевидения, производство которого не прерывалось на протяжении многих лет.
Первый эпизод сериала, вышедший в эфир 7 ноября 1999 года, собрал аудиторию в 5,53 миллионов зрителей.

## Сюжет
В сериале демонстрируется личная жизнь и работа врачей и медработников больницы Leśna Góra, которая находится под Варшавой. В первых сезонах главными героями были Зося Станкевич, Якуб Бурски и Бруно Валицки — трое друзей-выпускников медицинского университета, встретившихся после летних каникул и начавших работать вместе.

## В ролях

### Главные герои
- Анджей Фалькович (Михал Жебровский) — профессор, ординатор хирургического отделения. Среди своих коллег считается высококлассным специалистом, но не очень приятным человеком. Разведён с Кингой Фалькович, при этом взял её фамилию (из-за неблагозвучности собственной — Baran). В первый же день работы в больнице у него начался конфликт с Викторией, однако позднее они поменяли своё отношение друг к другу. В 2014 женился на лаборантке, которая его шантажировала, но в том же году они развелись. В 2018 женился в третий раз. Изначально герой Жебровского должен был быть второстепенным, но затем стал одним из главных[2]. Появляется с 2011 года[3].
- Стефан Треттер (Пётр Гарлицкий) — врач-хирург, директор больницы Leśna Góra после Валицкого. На него поступила жалоба из-за плохой организации эвакуации во время учений в больнице и уехал в отпуск. Спустя некоторое время вернулся и смог вернуть должность, но из-за теракта был уволен. 8 марта 2017 года пережил сердечный приступ. Появляется с 2000 года.
- Зося Станкевич (Малгожата Форемняк) — анестезиолог в больнице Leśna Góra. Некоторое время встречалась с бисексуальным музыкантом Миколаем. Была больна лимфомой Ходжкина. Вышла замуж за Якуба, стала приёмной матерью Юли[4]. Позднее они втроём переехали в Берлин. Появлялась с 1999 по 2012 год.
- Якуб Бурский (Артур Жмиевский) — ординатор отделения неотложной медицинской помощи, прежде был хирургом. Приехал в Польшу из Бостона, где работал в частной клинике своего отца. Женился на Зосе, пара удочерила осиротевшую девочку Юлю. Жил в Австралии. Вместе с семьей уехал в Берлин. Появлялся с 1999 по 2012 год.
- Виктория Консалида (Катажина Донбровска) — ординатор хирургического отделения, испанка с польскими корнями. У неё есть дочь Бланка, страдающая от почечной недостаточности и которую воспитывают родители Виктории. Сначала находилась в конфликте с Фальковичем, но позже изменила своё отношение к нему. Уволилась после теракта в больнице, но через некоторое время вернулась. Появляется с 2008 года.
- Милена Старская (Анита Соколовская) — изначально студентка-практикантка, стала хирургом. Встречалась с журналистом Бартошем, позднее вышла замуж за Витольда и родила от него сына. Когда муж изменил ей с Агатой, уехала к своей маме в Торунь вместе с сыном. Появляется с 2003 года.
- Божена Лещинская (Эдита Юнговская) — медсестра в больнице Leśna Góra. Вдова. Страдала от алкоголизма. Переехала в Амстердам. Появлялась с 2000 по 2012 год.
- Адам Павица (Анджей Зелиньский) — врач-интернист и эндокринолог в больнице Leśna Góra. Некоторое время выполнял функции директора больницы вместо Треттера. Уехал в Афганистан. Появлялся с 2000 по 2011 год.
- Кшиштоф Радван (Матеуш Даменцкий) — ординатор отделения гинекологии. Опекает свою тёщу, страдающую от болезни Альцгеймера. В 2017 году попал в аварию и был серьёзно травмирован, проходил реабилитацию в Швейцарии. Появляется с 2003 года.
- Бруно Валицкий (Кшиштоф Печиньский) — сначала был хирургом, затем стал ординатором хирургического отделения, а позже занял пост директора больницы Leśna Góra. Первая жена, Эльжбета, умерла, у пары осталось двое детей. Неожиданно для всех уехал в Стокгольм и женился на другой женщине. Появлялся с 1999 по 2004 год.
- Марта Козиол (Катажина Буякевич) — медсестра. Была влюблена в хирурга Рафала, родила от него троих детей. Сбежала от мужа с любовником в США. Появлялась с 2000 по 2017 год.
- Агата Квечинская (Дорота Сегда) — административный директор больницы. Имела небольшой роман с Якубом Бурским. Появлялась с 1999 по 2005 год.

### Второстепенные персонажи
- Станислав Джевецкий (Павел Делонг) — пластический хирург, работавший в клинике „Health & Beauty”.
- Ванда Фалькович (Лилиана Коморовская) — бывшая жена Анджея Фальковича.
- Малецкий (Кшиштоф Янчар) — нейрохирург.
- Томаш Менджак — муж Сильвии Пореды
- Магдалена Бочарская — Магда Гетман